# Iuri Titov
Iuri Titov (în rusă Юрий Титов; n. 27 noiembrie 1935, Omsk, RSFS Rusă, URSS) este un gimnast artistic ce a reprezentat Uniunea Republicilor Sovietice Socialiste, medaliat olimpic. A participat la 3 ediții ale Jocurilor Olimpice (1956, 1960, 1964) în care a câștigat o medalie de aur, 5 medalii de argint și 3 medalii de bronz.